# Giulio Cesare Ferrari
Giulio Cesare Ferrari (Reggio Emilia, 29 ottobre 1867 – Bologna, 21 ottobre 1932) è stato uno psichiatra e psicologo italiano.

## Biografia
Discendente da una vecchia famiglia di campagna di Valbona, ridente vallata dell'alto Appennino di Reggio Emilia, si laureò in medicina nel 1892 e fu subito assunto quale assistente nell'Istituto Psichiatrico di Reggio Emilia, all'epoca il più celebre manicomio italiano diretto dal prof. Tamburini. Legato da un rapporto professionale e di stima a Cesare Lombroso, fu nominato redattore capo della Rivista Sperimentale di Freniatria.
Vincitore di una borsa di studio a Parigi nel 1896 lavorò nel laboratorio di Alfred Binet alla Sorbona, collaborando con Courtier, Jean Philippe, Nicolas Vaschide. Tornato in Italia dopo la morte del padre (avvocato, notaio ed alto funzionario dell'amministrazione reggiana), istituì, primo in Italia, un laboratorio di psicologia sperimentale sempre presso l'ospedale psichiatrico di Reggio Emilia, che diresse fino al 1902. Durante quel periodo il Ferrari pubblicò vari lavori anche in collaborazione con Guicciardi, tra cui studi sui Lettori di Pensiero, sui Calcolatori Prodigio, sulla Memoria Musicale dei frenastenici, e Ricerche ergografiche nella donna.
Nel 1898 entrò in contatto con William James, pioniere americano della psicologia e fratello del noto scrittore, con il quale consolidò una solidale amicizia. Per lo scienziato statunitense tradusse e curò la pubblicazione in Italia dei Principles of Psychology con notevole successo editoriale.
Membro della Commissione Internazionale di Psicologia e delle Società Medico-Psicologiche di Londra e Parigi, dopo numerosi viaggi scientifici in Europa ed un breve incarico nel Manicomio femminile di Venezia nel 1903, fu nominato direttore di un manicomio privato a Bertalia, vicino a Bologna.
Spronato da numerosi amici intellettuali tra cui Giovanni Papini, Vailati e Calderoni, fondò nel 1905 la Rivista di Psicologia Applicata alla Pedagogia ed alla Psicopatologia, progenitrice di quella che sarebbe diventata la Rivista di Psicologia, oggi non più pubblicata.
Libero docente nel 1907 in Psicologia Sperimentale presso la Facoltà di Filosofia di Bologna, fu nominato nello stesso anno direttore del manicomio di Imola. Nel 1922 è nominato direttore dell'Ospedale Psichiatrico F. Roncati di Bologna, che contribuì ad ordinare con innovativi criteri pionieristici, tra cui la realizzazione della Colonia Agricola di San Luca e numerosi reparti speciali.
Fondò il Patronato pazzi poveri di Imola e la Colonia Libera per i giovinetti criminali. Già membro dal 1910 della Commissione Reale per il Codice dei Minorenni, fece anche parte della commissione che elaborò il nuovo Codice penale del 1921.
Animatore di numerosi congressi internazionali di psicologia, segretario generale della Commissione Internazionale per lo studio delle cause delle malattie mentali e della profilassi, fu fino alla morte membro del Comitato direttivo della Lega Mondiale di Igiene Mentale, che contribuì a creare.